# Саксаульные сойки
Саксаульные сойки (лат. Podoces) — род птиц семейства врановых. 
Род включает 4 вида:
- Podoces biddulphi — белохвостая саксаульная сойка
- Podoces hendersoni — монгольская саксаульная сойка
- Podoces panderi — саксаульная сойка
- Podoces pleskei — персидская саксаульная сойка

Русское название род получил по растению саксаул, в зарослях которого обитают эти птицы.